# Theridion subvittatum
Theridion subvittatum là một loài nhện trong họ Theridiidae.
Loài này thuộc chi Theridion. Theridion subvittatum được Eugène Simon miêu tả năm 1889.